# Zyklonsaison im Nordindik 2021
Die Zyklonsaison im Nordindik 2021  ist ein andauerndes Ereignis im jährlichen Zyklus der Bildung tropischer Wirbelstürme. Die Zyklonsaison im Nordindik hat keine offiziellen Grenzen, doch bilden sich die meisten Stürme üblicherweise zwischen März und Dezember, mit Spitzen zwischen April und Mai sowie im November.
Das offizielle Regional Specialized Meteorological Centre in diesem Becken ist das India Meteorological Department (IMD), während das Joint Typhoon Warning Center Warnungen veröffentlicht, die sich an US-amerikanische Einrichtungen in der Region richten. Zu diesem Becken gehört das Seegebiet des Indischen Ozeans (auch Indik genannt) nördlich des Äquators zwischen dem Horn von Afrika im Westen und der Malaiischen Halbinsel im Osten. Dieses Gebiet besteht aus zwei Meeren, dem Arabischen Meer westlich des Indischen Subkontinents und dem Golf von Bengalen östlich davon, die vom IMD mit ARB bzw. BOB abgekürzt wurden. Die gelegentlich, nicht in jedem Jahr über Land entstehenden tropischen Depressionen erhalten eine Nummer mit Präfix LAND.
Durchschnittlich bilden sich im Nordindik jährlich drei bis vier Stürme.

## Saisonüberblick
Das Becken war ruhig bis zum 2. April, als sich in der Nähe der Küste zu Myanmar in der nördlichen Andamanensee eine Depression bildete. Ihre Entstehung gilt als rar, weil sich der erste Sturm der Saison normalerweise zwischen Mitte April und Ende Mai bildet. Das System war kurzlebig, es löste sich schon nach einem Tag auf. Bis zur Entstehung des zweiten Systems vor der Küste von Kerala und Lakshadweep verging ein weiterer Monat.

## Systeme

### Depression BOB 01
Am 31. März um 00:00 Uhr UTC bildete sich südlich der Andamanensee ein Tiefdruckgebiet, das sich innerhalb der nächsten zwei Tage dank günstiger Bedingungen in eine tropische Depression entwickelte. Das System zog nordnordostwärts auf die Küste Myanmars zu und wurde vom IMD downgraded am 3. April um 06:00 Uhr UTC zu einem ausgeprägten Tiefdruckgebiet abgestuft.
Der Einfluss des Systems versuchte auf den Andamanen leichten bis mäßigen, vereinzelt auch starken Regen. Das Resttief brachte isolierte Niederschläge an der Küste Myanmars. Die gemessenen Windgeschwindigkeiten erreichten 40–50 km/h und in Böen 60 km/h.

### Extrem Schwerer Zyklonischer Sturm Tauktae
Am 14. Mai bildete sich im Arabischen Meer vor der Küste des indischen Bundesstaates Kerala eine tropische Depression. Das JTWC klassifizierte das System als 01A. Das System intensivierte sich nach und nach und wurde um 12:00 Uhr UTC zu einer Deep Depression erklärt. Schon sechs Stunden später, um 18:00 Uhr UTC, hatte sich das System in einen zyklonischen Sturm intensiviert und erhielt vom IMD den Namen Tauktae (Aussprache [taʊʔtɛ̰]). Am 15. Mai um 15:00 Uhr UTC intensivierte sich Tauktae zu einem schweren zyklonischen Sturm und am nächsten Tag weiter zu einem sehr schweren zyklonischen Sturm. Das JTWC stufte das System seit dem 15. Mai um  18:00 Uhr UTC als Zyklon äquivalent zur Kategorie 1 der Saffir–Simpson-Skala.
Heftiger Niederschlag ging über Teilen Keralas nieder, wo das IMD Fischer aufgefordert hatte, nicht zum Fischfang auszulaufen. Für Teile von Kerala und Lakshadweep galt die Warnstufe Rot.

## Sturmnamen
Innerhalb des Beckens wird einem zyklonischen Sturm vom IMD ein Name zugewiesen, sobald die andauernde dreiminütige Windgeschwindigkeit 65 km/h überschreitet. Diese Namen wurden erstmals zwischen 2000 und 2004 vom ESCAP/WMO Panel on Tropical Cyclones zusammengestellt, bevor das Regional Specialized Meteorological Center in Neu-Delhi im September 2004 mit der Namensvergabe begonnen hat. Von dieser Liste gibt es im Gegensatz zu den Namenslisten in anderen Wirbelsturmentstehungsgebieten der Welt keine Streichung von Namen besonders schwerwiegender Sturmereignisse, da die Namen grundsätzlich nur einmal verwendet werden und beim Aufbrauchen der Liste eine neue erstellt wird. Genannt sind die nächsten acht vorgesehenen Namen. Die folgenden Namen wurden für benannte Stürme benutzt:
Tauktae, Yaas

## Saisonauswirkungen
Diese Tabelle nennt alle relevanten Systeme der Zyklonsaison im Nordindik im Jahr 2020 einschließlich ihrer allfälligen Namen, Spitzenintensitäten nach der Skala des IMD, verursachte Sachschäden und Opferzahlen. Diese berücksichtigen auch Schäden und Opfer im Zusammenhang mit Vorgängersystemen und aus der späteren außertropischen Phase. Alle genannten Beträge sind US-Dollar in Preisen von 2020.
| Name             | Dauer         | Spitzenklassifikation              | andauernde Windgeschwindigkeiten | Luftdruck | betroffene Gebiete | Schäden (USD) | Tote | Belege        |
| ---------------- | ------------- | ---------------------------------- | -------------------------------- | --------- | --- | ------------- | ---- | ------------- |
| BOB 01           | 2.–3. April   | Depression                         | 40 km/h                          | 1000 hPa  | Andamanen und Nikobaren, Myanmar | keine         | 0    |               |
| Tauktae          | 14. Mai–      | Extrem schwerer zyklonischer Sturm | 195 km/h                         | 950 hPa   | Kerala, Dadra und Nagar Haveli und Daman und Diu, Goa, Gujarat, Maharashtra, Karnataka, Kerala, Lakshadweep, Malediven, Delhi, Rajasthan, Haryana, Sindh, Sri Lanka | keine         | 174  | [ 12 ] [ 13 ] |
| Yaas             | 23. Mai–      | Depression                         | 45 km/h                          | 996 hPa   | Andamanen und Nikobaren | keine         | 0    |               |
| Saison insgesamt |               |                                    |                                  |           | |               |      |               |
| 2 Systeme        | seit 2. April |                                    | 195 km/h                         | 90 hPa    | | 2,1 Mrd.      | 174  |               |

## Belege
1. ↑  Annual Frequency of Cyclonic Disturbances (Maximum Wind Speed of 17 Knots or More), Cyclones (34 Knots or More) and Severe Cyclones (48 Knots or More) Over the Bay of Bengal (BOB), Arabian Sea (AS) and Land Surface of India. (PDF) India Meteorological Department, abgerufen am 14. Mai 2020 (englisch).
2. 1 2 3  Preliminary Report on Depression April 2021.pdf. In: India Meteorological Department. Abgerufen am 25. April 2021 (englisch).
3. ↑  Special Tropical Weather Outlook For North India Ocean. In: mausam.imd.gov.in. Abgerufen am 14. Mai 2021 (englisch).
4. ↑  Tropical Cyclone Warning for Tropical Cyclone 01A. In: Joint Typhoon Warning Centre. 14. Mai 2021, abgerufen am 14. Mai 2021 (englisch).
5. ↑  Special Tropical Cyclone Outlook for North Indian Ocean 02. In: mausam.imd.gov.in. India Meteorological Department, 14. Mai 2021, abgerufen am 14. Mai 2021 (englisch).
6. ↑  Tropical Cyclone Advisory Bulletin No. 1. In: mausam.imd.gov.in. India Meteorological Department, 14. Mai 2021, abgerufen am 23. Mai 2021 (englisch).
7. ↑  Special Tropical Cyclone Outlook for Cyclone Tauktae 07. In: mausam.imd.gov.in. Abgerufen am 15. Mai 2021 (englisch).
8. ↑  nrlmry.navy.mil
9. ↑   Cyclone Tauktae: South Kerala reports heavy rainfall In: Big News Network, 14. Mai 2021 (englisch).
10. ↑   Cyclone, Weather Forecast Live Updates: NDRF deploys 24 teams after cyclonic warning; Red alert in Kerala, Lakshadweep In: The Indian Express, 14. Mai 2021 (englisch).
11. ↑  Tropical Cyclone Names. In: India Meteorological Department. Abgerufen am 14. Mai 2021.
12. ↑  India - Tropical Cyclone TAUKTAE update (GDACS, IMD, NDM India) (ECHO Daily Flash of 19 May 2021) - India. In: ReliefWeb. Abgerufen am 19. Mai 2021 (englisch).
13. ↑   Cyclone Tauktae | Death toll in Gujarat goes up to 53 In: The Hindu. Abgerufen am 23. Mai 2021 (englisch).